# I liga polska w futsalu (2003/2004)
I liga polska w futsalu 2003/2004 − dziesiąta edycja najwyższych w hierarchii rozgrywek klubowych polskiej ligi futsalu. Tytuł Mistrza Polski wywalczył Baustal Kraków.
| Poziomy ligowe w futsalu w sezonie 2003/2004 | Poziomy ligowe w futsalu w sezonie 2003/2004 | Poziomy ligowe w futsalu w sezonie 2003/2004 | Poziomy ligowe w futsalu w sezonie 2003/2004 |
| Rozgrywki                                    | Poziomy ligowe                               | Liga                                         | Sezon                                        |
| -------------------------------------------- | -------------------------------------------- | -------------------------------------------- | -------------------------------------------- |
| Centralne                                    | I poziom                                     | I Liga                                       | Sezon 2003/2004 (1 grupa)                    |
| Centralne                                    | II poziom                                    | II Liga                                      | Sezon 2003/2004 (2 grupy)                    |
| Regionalne                                   | III poziom                                   |                                              |                                              |

## Tabela
| Lp.    | Drużyna                              | M  | Z  | R | P  | B+  | B-  | +/- | Pkt. | Uwagi                 |
| ------ | ------------------------------------ | -- | -- | - | -- | --- | --- | --- | ---- | --------------------- |
| złoto  | Baustal Kraków                       | 22 | 19 | 0 | 3  | 140 | 69  | +71 | 57   | II f.gr. Puch. Europy |
| srebro | Clearex Chorzów                      | 22 | 15 | 3 | 4  | 147 | 67  | +80 | 48   |                       |
| brąz   | Holiday "Życie Chojnic" Chojnice (b) | 22 | 15 | 1 | 6  | 104 | 84  | +20 | 46   |                       |
| 4      | Agra-Marioss Opole (b)               | 22 | 12 | 4 | 6  | 103 | 67  | +36 | 40   |                       |
| 5      | Akademia Słowa Poznań (b)            | 22 | 12 | 3 | 7  | 83  | 59  | +24 | 39   |                       |
| 6      | P.A. Nova Gliwice                    | 22 | 11 | 2 | 9  | 73  | 56  | +17 | 35   |                       |
| 7      | Jango Mysłowice                      | 22 | 9  | 3 | 10 | 69  | 71  | −2  | 30   |                       |
| 8      | Rekord Bielsko-Biała                 | 22 | 8  | 4 | 10 | 96  | 106 | −10 | 28   |                       |
| 9      | Skała-Inter Tychy                    | 22 | 5  | 2 | 15 | 61  | 110 | −49 | 17'  | Baraże/Spadek         |
| 10     | Cuprum Polkowice                     | 22 | 4  | 3 | 15 | 58  | 147 | −89 | 15   | Baraże/Spadek         |
| 11     | TPC Komputery Legnica                | 22 | 4  | 3 | 15 | 65  | 105 | −40 | 15   | Spadek                |
| 12     | Arpol Toruń (b)                      | 22 | 3  | 2 | 17 | 51  | 109 | −58 | 11   | Spadek                |

- Jango Gliwice przed sezonem zmieniło nazwę i siedzibę, na Jango Mysłowice.

Źródło 

## Baraże o utrzymanie w I lidze
- I para barażowa
  - 28 marca 2004, Skała-Inter Tychy - Kadimex Chocianów 1:5
  - 4 kwietnia 2004, Kadimex Chocianów - Skała-Inter Tychy 1:3

- II para barażowa
  - 28 marca 2004, Inpuls Siemianowice Śląskie - Cuprum Polkowice 13:3
  - 4 kwietnia 2004, Cuprum Polkowice - Inpuls Siemianowice Śląskie 5:4

Źródło

## Najlepsi strzelcy
Źródło:
| Zawodnik            | Drużyna               | Bramki |
| ------------------- | --------------------- | ------ |
| Krzysztof Filipczak | Baustal Kraków        | 30     |
| Krzysztof Jasiński  | Clearex Chorzów       | 30     |
| Krzysztof Kuchciak  | Clearex Chorzów       | 24     |
| Wojciech Pięta      | Clearex Chorzów       | 24     |
| KlaudiuszHirsch     | Akademia Słowa Poznań | 22     |

## Klasyfikacja medalowa mistrzostw Polski po sezonie
|   | Klub                             | złoto | srebro | brąz |
| - | -------------------------------- | ----- | ------ | ---- |
| 1 | P.A. Nova Gliwice                | 4     | 2      | 2    |
| 2 | Clearex Chorzów                  | 3     | 2      |      |
| 3 | Cuprum Polkowice                 | 2     |        | 2    |
| 4 | Baustal Kraków                   | 1     | 1      | 1    |
| 5 | Jard Gliwice                     |       | 1      |      |
| 5 | Rekord Bielsko-Biała             |       | 1      |      |
| 5 | Opał Gniezno                     |       | 1      |      |
| 5 | Mistreated Jaworzno              |       | 1      |      |
| 5 | Cambras Legnica                  |       | 1      |      |
| 6 | SUW-TOR Łódź                     |       |        | 1    |
| 6 | Cynk-Mal Legnica                 |       |        | 1    |
| 6 | Goldenmajer Kraków               |       |        | 1    |
| 6 | Jango Gliwice                    |       |        | 1    |
| 6 | Holiday "Życie Chojnic" Chojnice |       |        | 1    |

## Źródła
- futsalekstraklasa.pl